# 大徳郡
大徳郡（テドクぐん、だいとくぐん、朝鮮語: 대덕군）は、1935年10月1日から1988年12月31日まで存続していた忠清南道の郡。本項では前身にあたる大田郡（朝鮮語: 대전군）についても記述する。

## 行政区画
| 1914年 | 1914年 | 現在              | 現在 |
| 面     | 町・里 | 区・面            | 洞・里 |
| ------ | --- | ----------------- | --- |
| 大田面 | 本町の一部、本町の一部、春日町の一部、栄町 | 大田広域市 東区   | 元洞、仁洞、中洞、貞洞 |
| 大田面 | 春日町の一部 | 大田広域市 中区   | 銀杏洞 |
| 外西面 | 大寺里の一部、大寺里の一部、芙沙里の一部、芙沙里の一部、鉢岩里、方丑里、石橋里、虎洞里、玉渓里、中村里                                                                         | 大田広域市 中区   | 大寺洞、大興洞、芙沙洞、文昌洞、宣化洞、牧洞、石橋洞、虎洞、玉渓洞、中村洞                                                     |
| 外西面 | 弘道里、佳陽里、蘇堤里の一部、蘇堤里の一部、連孝里の一部、連孝里の一部、山所里、大洞里、新大里の一部、新大里の一部、加午里、龍坊里、三丁里、大城里、外川里の一部、外川里の一部 | 大田広域市 東区   | 弘道洞、佳陽洞、蘇堤洞、紫陽洞、三省洞、城南洞、板岩洞、大洞、新安洞、新興洞、加午洞、龍雲洞、三丁洞、大城洞、孝洞、泉洞       |
| 東面   | 馬山里、孝坪里、稷洞里、細川里、飛龍里、注山里、新上里、新下里、龍渓里、沙城里、内塔里、舟村里、梧洞里、秋洞里、新村里                                                         | 大田広域市 東区   | 馬山洞、孝坪洞、稷洞、細川洞、飛龍洞、注山洞、新上洞、新下洞、龍渓洞、沙城洞、内塔洞、舟村洞、梧洞、秋洞、新村洞               |
| 山内面 | 二沙里、大別里、朗月里、九到里、三槐里、下所里、上所里、長尺里、小好里 | 大田広域市 東区   | 二沙洞、大別洞、朗月洞、九到洞、三槐洞、下所洞、上所洞、長尺洞、小好洞                                                         |
| 山内面 | 無愁里、旧完里、木達里、政生里、砧山里、於南里、錦洞里 | 大田広域市 中区   | 無愁洞、旧完洞、木達洞、政生洞、砧山洞、於南洞、錦洞                                                                           |
| 柳川面 | 柳川里、安永里、沙亭里、唐垈里、果礼里、平里の一部、平里の一部、龍頭里の一部                                                                                                   | 大田広域市 中区   | 柳川洞、安永洞、沙亭洞、山城洞、文化洞、五柳洞、太平洞、龍頭洞                                                                 |
| 柳川面 | 佳状里、内洞里、槐亭里、炭坊里、屯山里の一部、屯山里の一部、月坪里、葛馬里、正林里、桃馬里、龍頭里の一部、辺洞里、福守里、三千里                                               | 大田広域市 西区   | 佳状洞、内洞、槐亭洞、炭坊洞、屯山洞の一部、万年洞、月坪洞、葛馬洞、正林洞、桃馬洞、龍汶洞、辺洞、福守洞、屯山洞の一部         |
| 杞城面 | 黒石里、梅老里、山直里、壮安里、坪村里、五洞里、牛鳴里、元亭里、龍村里、鳳谷里、佳水院里、道安里、槐谷里、関雎里                                                               | 大田広域市 西区   | 黒石洞、梅老洞、山直洞、壮安洞、坪村洞、五洞、牛鳴洞、元亭洞、龍村洞、鳳谷洞、佳水院洞、道安洞、槐谷洞、関雎洞                 |
| 鎮岑面 | 南仙里 | 鶏龍市 新都案面   | 南仙里 |
| 鎮岑面 | 内洞里、校村里、大井里、龍渓里、鶴下里、鶏山里、城北里、細洞里、松亭里、芳洞里                                                                                                 | 大田広域市 儒城区 | 元内洞、校村洞、大井洞、龍渓洞、鶴下洞、鶏山洞、城北洞、細洞、松亭洞、芳洞                                                     |
| 儒城面 | 九城里、魚隠里、弓洞里、鳳鳴里、新興洞、上垈洞、九岩里、場垈洞、伏龍里、徳明里、甲洞里、老隠里、竹洞里、智足里                                                                 | 大田広域市 儒城区 | 九城洞、魚隠洞、弓洞、鳳鳴洞、元新興洞、上垈洞、九岩洞、場垈洞、伏龍洞、徳明洞、甲洞、老隠洞、竹洞、智足洞                     |
| 炭洞面 | 新城里、柯亭里、道龍里、長洞里、坊峴里、花岩里、徳津里、下基里、秋木里、自雲里、新峰里、外三里、案山里、水南里、盤石里                                                         | 大田広域市 儒城区 | 新城洞、柯亭洞、道龍洞、長洞、坊峴洞、花岩洞、徳津洞、下基洞、秋木洞、自雲洞、新峰洞、外三洞、案山洞、水南洞、盤石洞           |
| 九則面 | 鳳山里、松江里、今古里、垈洞里、金灘里、新洞里、屯谷里、九龍里 | 大田広域市 儒城区 | 鳳山洞、松江洞、今古洞、垈洞、金灘洞、新洞、屯谷洞、九龍洞                                                                     |
| 内南面 | 龍田里 | 大田広域市 東区   | 龍田洞 |
| 内南面 | 比来里、宋村里、中里、法洞里、梧井里、大禾洞、邑内里、蓮丑里、新垈里、瓦洞里                                                                                                   | 大田広域市 大徳区 | 比来洞、宋村洞、中里洞、法洞、梧井洞、大禾洞、邑内洞、蓮丑洞、新垈洞、瓦洞                                                     |
| 北面   | 文坪里、木上里、坪村里、新垈里、上書里、徳岩里、石峰里の一部、石峰里の一部、龍湖里、長洞里、渼湖里、三政里、芙水里、葛田里、梨峴里、黄湖里                                     | 大田広域市 大徳区 | 文坪洞、木上洞、坪村洞、新一洞、上書洞、徳岩洞、石峰洞、新灘津洞、龍湖洞、長洞、渼湖洞、三政洞、芙水洞、葛田洞、梨峴洞、黄湖洞 |

## 沿革
- 1895年5月26日 - 二十三府制導入。公州府懐徳郡・鎮岑郡となった。それにより、後の大田広域市の中心地にあたる公州郡より回廊地帯であるを山内面、山外面、柳等川面、炭洞面、九則面が懐徳郡に編入。
- 1896年 - 十三道制導入。忠清南道懐徳郡・鎮岑郡となった。
- 1906年 - 飛地整理令により清洲郡周岸面を懐徳郡に編入。

### 大田郡
- 1914年4月1日 - 郡面併合により、懐徳郡・鎮岑郡および公州郡県内面を大田郡として編成。大田郡に以下の面が成立。[2]（12面）

| 府令第111号                      |            |
| 旧行政区画                       | 新行政区画 |
| 懐徳郡山内面の一部、外南面の一部 | 大田面     |
| 懐徳郡山内面の一部               | 山内面     |
| 懐徳郡内南面、県内面、西面の一部 | 内南面     |
| 懐徳郡外南面の一部               | 外南面     |
| 懐徳郡一道面の一部、周岸面、東面 | 東面       |
| 懐徳郡一道面の一部、北面         | 北面       |
| 懐徳郡柳等川面、川内面           | 柳川面     |
| 懐徳郡炭洞面                     | 炭洞面     |
| 懐徳郡九則面、西面の一部         | 九則面     |
| 鎮岑郡北面、西面                 | 鎮岑面     |
| 鎮岑郡東面、上南面、下南面       | 杞城面     |
| 公州郡県内面                     | 儒城面     |
- 鎮岑面・杞城面・柳川面・儒城面・内南面・炭洞面・九則面・外南面・大田面・山内面・北面・東面
- 1917年10月1日 - 内南面が懐徳面に改称。[3]（12面）
- 1931年4月1日 - 大田面が大田邑に昇格。[4]（1邑11面）
- 1932年 - 忠清南道道庁が公州より移転。

### 大徳郡
- 1935年10月1日（11面）[5]
  - 大田邑が大田府に昇格・分離。
  - 大田郡の残り地域は大徳郡に改称。
- 1940年11月1日 - 大田府拡張による行政区画調整。[6]（10面）
  - 柳川面の柳川里・唐垈里・沙亭里・平里および龍頭里の一部、外南面の弘道里・佳陽里・蘇堤里・連孝里・山所里・龍坊里・石橋里・中村里が大田府に編入。
  - 外南面の三丁里・加午里・虎洞里・玉渓里・大城里が山内面に編入。
- 1963年1月1日 - 柳川面全域および懐徳面の大禾里・梧井里・龍田里、山内面の玉渓里・加午里・三丁里・虎洞里が大田市に編入。[7]（9面）
- 1973年7月1日（2邑7面）[8]
  - 北面が新灘津邑に昇格。
  - 儒城面が儒城邑に昇格。
- 1983年2月15日（1邑6面）[9]
  - 儒城邑および九則面・炭洞面・杞城面・鎮岑面の各一部が大田市中区に編入。
  - 懐徳面が大田市東区に編入。
- 1987年 - 鎮岑面の一部が大田市東区に編入。（1邑6面）
- 1989年1月1日 - 以下の変更により、大徳郡は廃止。[10]
  - 東面および山内面の朗月里・大別里・二沙里・大城里・長尺里・小好里・九到里・三槐里・上所里・下所里が大田直轄市東区に編入。
  - 山内面の無愁里・旧完里・砧山里・木達里・政生里・於南里・錦洞里が大田直轄市中区に編入。
  - 杞城面が大田直轄市西区に編入。
  - 新灘津邑が新設の大田直轄市大徳区に編入。
  - 九則面・炭洞面および鎮岑面の大部分（南仙里を除く）が新設の大田直轄市儒城区に編入。
  - 鎮岑面の南仙里が論山郡豆磨面に編入。